# ヘスペリス
ヘスペリス（古希: Ἑσπερίς, Hesperis）は、ギリシア神話に登場する黄昏の女神である。
宵の明星・ヘスペロスの娘で、アトラースとの間に7人の美しい娘達・ヘスペリデス（その名はアイグレー、エリュテイア、アレトゥーサ、ヘスティア、ヘスペラ、ヘスペルーサ、ヘスペレイア）を産んだ。また、ヘスペリスはヘスペリデスの単数形のことも指す。
時間帯を司る12人のホーライの一柱の名でもある。